# Equació de Boltzmann

Simulació microscòpica d'un sistema de N (aquí petites) partícules en un recipient, al qual s'aplica l'equació de Boltzmann. Sense forces externes, les col·lisions binàries fan que el sistema evolucioni. Algunes partícules són de color vermell per a un millor seguiment. Moviment de les molècules de gas. Les vibracions tèrmiques aleatòries de partícules fonamentals, com ara àtoms i molècules, donen a una substància la seva "temperatura cinètica". Aquí, la mida dels àtoms d'heli en relació amb el seu espai es mostra a escala per sota de 1950 atmosferes de pressió. Aquests àtoms a temperatura ambient tenen una certa velocitat mitjana (alentida aquí dos bilions de vegades). Tanmateix, en un moment determinat, un àtom d'heli en particular pot estar movent-se molt més ràpid que la mitjana, mentre que un altre pot estar gairebé immòbil. La cinètica de rebot de les col·lisions elàstiques es modela amb precisió aquí. Si les velocitats al llarg del temps es representen en un histograma, es generarà una corba de distribució de Maxwell-Boltzmann. Cinc àtoms estan de color vermell per facilitar el seguiment dels seus moviments. Tingueu en compte que mentre que la mida relativa, l'espaiat i la velocitat escalada dels àtoms que es mostren aquí representen amb precisió els àtoms d'heli a temperatura ambient a una pressió de 1950 atmosferes, aquest és un model científic bidimensional; els àtoms dels gasos del món real no es veuen obligats a moure's en dues dimensions en finestres amb precisament un àtom de gruix. Si la realitat funcionés com aquesta animació, no hi hauria pressió a les dues cares de la caixa que delimita l'eix Z. El valor de 1950 atmosferes és el que s'aconseguiria si els àtoms d'heli a temperatura ambient tinguessin la mateixa separació interatòmica en 3-D que en aquesta animació en 2-D.

Equació de Boltzmann o equació de transport de Boltzmann, desenvolupada originalment per Ludwig Boltzmann, és una eina poderosa per l'anàlisi dels fenòmens de transport lligant gradients de temperatura i densitat. Aquesta equació és molt important en la física estadística i àmpliament aplicada en l'estudi de sistemes fora de l'equilibri termodinàmic. Generalment, l'equació de transport de Boltzmann és utilitzada en l'estudi del transport de calor i càrrega, subministrant informacions sobre propietats de transport com conductivitat elèctrica i tèrmica, viscositat, etc.
Per un sistema amb funció distribució de partícules {\displaystyle f({\vec {x}},{\vec {p}},t)\mathrm {d} {\vec {x}}\mathrm {d} {\vec {p}}} subjecta a una força externa {\displaystyle {\vec {F}},} l'equació de Boltzmann és donada per{\displaystyle {\frac {\partial f}{\partial t}}+{\frac {\vec {p}}{m}}{\frac {\partial f}{\partial {\vec {x}}}}+{\vec {F}}{\frac {\partial f}{\partial {\vec {p}}}}={\frac {\mathrm {d} f}{\mathrm {d} t}}{\Bigg |}_{col}}on el terme de la dreta descriu l'efecte de les col·lisions entre les partícules del sistema.
L'equació de Boltzmann pot ser utilitzada per calcular les propietats de transport electrònic en metalls i semiconductors. Per exemple, s'un camp elèctric és aplicat a un sòlid, cal resoldre l'equació de Boltzmann per la funció de distribució dels electrons. Si el camp elèctric és constant, la funció de distribució també és constant i està associada a un flux de corrent en l'adreça del camp. A partir de l'equació de Boltzmann també és possible calcular el flux de calor en un sòlid que sorgeix a causa d'una diferència de temperatura, i la conductivitat tèrmica. Les equacions resultants descriuen els fenòmens termoelèctrics, tals com l'efecte Seebeck i l'efecte Peltier. Finalment, si hi ha un camp magnètic constant, es veu que la conductivitat elèctrica generalment disminueix amb l'augment del camp magnètic, un comportament conegut com a magnetorresistência. L'equació del transport de Boltzmann també pot ser utilitzada per descriure l'efecte Hall, i fenòmens més complexos com termomagnético, l'efecte Ettingshausen i l'efecte Nernst.